# Spirontocaris truncata
Spirontocaris truncata är en kräftdjursart som beskrevs av Mary Jane Rathbun 1902. Spirontocaris truncata ingår i släktet Spirontocaris och familjen Hippolytidae. Inga underarter finns listade i Catalogue of Life.